# Живокіст серцеподібний
Живокіст серцелистий (Symphytum cordatum) — багаторічна рослина родини шорстколистих, субендемік Карпат.

## Опис
Багаторічник заввишки 20-40 см, має товсте горизонтальне кореневище із запасальною функцією. Стебла звичайно майже голі. Прикореневе листя глибокосерцеподібне, на тонких, довгих і пухнастих черешках. Листя стебел знизу серцеподібне і черешкове, зверху — яйцеподібне або видовжене, сидяче. Квітки правильні, п'ятичленні. Чашечка розділена майже до основи на вузьколанцетні дольки. Віночок жовтувато-білий, не більш ніж у 2 рази довший за чашечку, з коротким відгибом. Плід — напівзігнутий яйцеподібний горішок.

## Поширення та екологія

Рослина живокісту серцеподібного (Symphytum cordatum) на території Угольсько-Широколужанського масиву Карпатського біосферного заповідника.

Вид поширений здебільшого в Карпатах, на території України, Польщі, Румунії, Угорщині, Чехії та Словаччині. В Україні зустрічається в різноманітних біотопах, частина з яких розташована на значній відстані від Карпат (Хмельницька, Тернопільська, Житомирська області). Проте якщо у горах живокіст серцелистий поширений майже повсюдно, то на суміжних рівнинних територіях він утворює невеликі ізольовані популяції. Верхня межа поширення виду на Чорногорі становить 1800 м н.р.м.
В Українських Карпатах живокіст серцеподібний зустрічається в угрупованнях букових та смерекових лісів, зеленовільхового криволісся, у високогір'ї іноді трапляється в субальпійських лучних і високотравних ценозах, угрупованнях гірської сосни. У нижчих гірських положеннях і на рівнині зростає у букових, грабових, вільхових лісах. Приурочений до глинистих чи суглинистих, рідше — супіщаних ґрунтів.

## Вегетація
За класифікацією І. Борисової живокіст серцелистий належить до коротковегетуючих весняно-ранньолітньозелених рослин. На рівнині рослина квітує у квітні-травні, в горах — у травні-липні. Вегетаційний період в середньому триває: на верхній межі поширення — 1,5 місяці, у криволіссі — 2, у лісовій зоні Карпат та на рівнині — 2,5. Особливістю цього виду є здатність популяцій до самопідтримання майже виключно вегетативним шляхом. Вегетативне розмноження має вигляд неспеціалізованого поділу кореневища, що іноді обумовлено механічними пошкодженнями.

## Використання та охорона
Можливе використання у фармакогнозії та озелененні.
Вид внесений до Червоного списку Словаччини.

## Цікаві факти
Живокіст серцеподібний фігурує у творі відомого українського письменника Юрія Андруховича.
|                                         | І найголовніше — ті живокостові серцевидні темно-зелені зарості над потоком, які все-таки трапилися нам останнього дня, ціле живокостове живе ложе. |
| — Ю. Андрухович «Живокіст серцевидний». | |

В есе мова йдеться про закарпатське село Брустури, яке за радянських часів перейменували у Лопухово. За словами Андруховича, «румунською мовою brustur — це Symphytum cordatum, себто живокіст серцевидний… Це аж ніяк не те саме, що brusture — Arctium lappa L., себто лопух великий…».